# Morti nel 1706
| Questa pagina contiene informazioni ricavate automaticamente dalle voci biografiche con l'ausilio del template Bio e di un bot. L'aggiornamento è periodico e automatico e ricostruisce completamente la pagina. Se manca una persona in questa lista, sei pregato di non aggiungerla, ma accertati piuttosto che la sua voce biografica contenga il template Bio e che i dati anagrafici siano correttamente compilati. Se il template Bio manca, inseriscilo tu stesso o, in alternativa, metti l'avviso {{tmp\|Bio}} che ne segnala la mancanza. Se i dati riportati sono sbagliati, correggi direttamente la voce biografica; le modifiche saranno visibili in questa lista entro pochi giorni. Per chiarimenti vedi il progetto biografie. La lista contiene solo le 77 persone che sono citate nell'enciclopedia e per le quali è stato implementato correttamente il template Bio. Pagina aggiornata al 26 giu 2025. |

## Gennaio(4)
- 3 gennaio - Vincenzo Manni, poeta e letterato italiano (n. 1646)
- 10 gennaio - Luisa Roldán, scultrice spagnola (n. 1652)
- 17 gennaio - Philipp Peter Roos, pittore tedesco (n. 1657)
- 21 gennaio - Adrien Baillet, presbitero, teologo e letterato francese (n. 1649)

## Febbraio(4)
- 5 febbraio - Pierre-Armand du Cambout de Coislin, cardinale e vescovo cattolico francese (n. 1636)
- 6 febbraio - Agostino Silva, scultore svizzero (n. 1628)
- 11 febbraio - Maria Theresa van Thielen, pittrice fiamminga (n. 1640)
- 27 febbraio - John Evelyn, scrittore inglese (n. 1620)

## Marzo(2)
- 3 marzo - Johann Pachelbel, musicista, compositore e organista tedesco (n. 1653)
- 31 marzo - Filippo Maria Resta, vescovo cattolico italiano (n. 1661)

## Aprile(7)
- 2 aprile - Giuseppe Girolamo Semenzi, presbitero, scrittore e storico italiano (n. 1645)
- 3 aprile - Giovanni Cinelli Calvoli, medico, letterato e bibliografo italiano (n. 1626)
- 7 aprile - Giovanni Battista Volpato, pittore e critico d'arte italiano (n. 1633)
- 12 aprile - Thomas Howard, III conte di Berkshire, nobile e politico inglese (n. 1619)
- 17 aprile - Louis Lapara de Fieux, ingegnere e militare francese (n. 1651)
- 22 aprile - Guglielmina Ernestina di Danimarca, principessa danese (n. 1650)
- 27 aprile - Bernardo I di Sassonia-Meiningen, nobile (n. 1649)

## Maggio(5)
- 2 maggio - Georg Joseph Kamel, gesuita, missionario e botanico ceco (n. 1661)
- 6 maggio - Friedrich Christian von Plettenberg, vescovo cattolico tedesco (n. 1644)
- 11 maggio - Sataliviti, brigante italiano (n. 1679)
- 23 maggio - Cristiano Carlo di Schleswig-Holstein-Sonderburg-Plön-Norburg, militare tedesco (n. 1674)
- 26 maggio - Marcantonio Barbarigo, cardinale e arcivescovo cattolico italiano (n. 1640)

## Giugno(2)
- 15 giugno - Ferdinand Bonaventura I von Harrach, nobile, diplomatico e politico austriaco (n. 1637)
- 30 giugno - Jacques Boyvin, organista e compositore francese

## Luglio(5)
- 2 luglio - Kimpa Vita, politica angolana
- 2 luglio - John Methuen, diplomatico inglese (n. 1650)
- 9 luglio - Pierre Le Moyne d'Iberville, navigatore e esploratore francese (n. 1661)
- 21 luglio - Gabriele Filippucci, cardinale italiano (n. 1631)
- 30 luglio - Fëdor Alekseevič Golovin, politico, diplomatico e nobile russo (n. 1650)

## Agosto(7)
- 5 agosto - Marzio Erculei, presbitero, musicista e cantante italiano (n. 1627)
- 10 agosto - Lorenzo Vaccaro, scultore, architetto e pittore italiano (n. 1655)
- 14 agosto - Pedro de Salazar Gutiérrez de Toledo, cardinale e vescovo cattolico spagnolo (n. 1630)
- 15 agosto - Raffaele Maria Filamondo, vescovo cattolico, bibliotecario e religioso italiano (n. 1649)
- 18 agosto - Luigi Omodei, cardinale italiano (n. 1657)
- 26 agosto - Michael Willmann, pittore tedesco (n. 1630)
- 30 agosto - Pietro Micca, militare e operaio italiano (n. 1677)

## Settembre(6)
- 1º settembre - Cornelis de Man, pittore olandese (n. 1621)
- 8 settembre - Romanus Weichlein, compositore e violinista austriaco (n. 1652)
- 9 settembre - Ferdinand de Marsin, generale e diplomatico francese (n. 1656)
- 12 settembre - Marcantonio Grillo, III marchese di Clarafuente, nobile italiano (n. 1643)
- 22 settembre - Abdullah Mu'adzam Shah di Kedah, sovrano malese
- 26 settembre - Onofrio Gabrieli, pittore italiano (n. 1619)

## Ottobre(4)
- 5 ottobre - Elisabetta Albertina di Anhalt-Dessau, nobile (n. 1665)
- 6 ottobre - Giovanni Ambrogio Besozzi, pittore italiano (n. 1648)
- 23 ottobre - Jean Foy-Vaillant, numismatico e avvocato francese (n. 1632)
- 26 ottobre - Andreas Werckmeister, compositore, organista e teorico della musica tedesco (n. 1645)

## Novembre(3)
- 15 novembre - Tsangyang Gyatso, monaco buddhista tibetano (n. 1683)
- 16 novembre - Godfried Schalcken, pittore olandese (n. 1643)
- 28 novembre - Eleonora de Moura, nobile portoghese

## Dicembre(8)
- 2 dicembre - Johann Georg Ahle, musicista tedesco (n. 1651)
- 2 dicembre - Reginaldus Cools, vescovo cattolico fiammingo (n. 1618)
- 3 dicembre - Emilia Giuliana di Barby-Muehlingen, compositrice tedesca (n. 1637)
- 8 dicembre - Abraham Nicolas Amelot de la Houssaye, storico francese (n. 1634)
- 9 dicembre - Pietro II del Portogallo, re portoghese (n. 1648)
- 12 dicembre - Cristiano Ludovico di Waldeck, nobile tedesco (n. 1635)
- 19 dicembre - Massimiliano Enrico di Wied-Runkel, conte (n. 1681)
- 28 dicembre - Pierre Bayle, filosofo, scrittore e storico francese (n. 1647)

## Senza giorno specificato(20)
- John Banks, drammaturgo inglese (n. 1650)
- Karl Konrad von Beroldingen, diplomatico e militare svizzero (n. 1624)
- Jeanne Dumée, astronoma francese (n. 1660)
- Andreas Elenson, attore teatrale e drammaturgo austriaco (n. 1650)
- Giacomo Farelli, pittore italiano (n. 1629)
- Angelo Finardi, letterato e religioso italiano (n. 1636)
- Ippolito Galantini, religioso e pittore italiano (n. 1627)
- Tielman van Gameren, architetto e ingegnere olandese (n. 1632)
- Hieronim Augustyn Lubomirski, condottiero polacco (n. 1648)
- Alain Manesson Mallet, cartografo e ingegnere francese (n. 1630)
- Peter van Mastricht, predicatore e teologo olandese (n. 1630)
- Sebastiano Moratelli, musicista e compositore italiano (n. 1639)
- Jacques-Charles Poncet, medico e esploratore francese (n. 1655)
- Rami Mehmed Pascià, politico e poeta ottomano (n. 1645)
- Francesco Rocco, giurista italiano (n. 1629)
- Carlo Sacchi, pittore italiano (n. 1617)
- Agostino Santagostino, pittore italiano (n. 1635)
- Antonio Spinelli, giurista e presbitero italiano (n. 1630)
- Jean Testu de Mauroy, religioso e scrittore francese (n. 1626)
- Frederick de Wit, cartografo e artista olandese (n. 1629)